# Sipyloidea morio
Sipyloidea morio är en insektsart som beskrevs av Ludwig Redtenbacher 1908. Sipyloidea morio ingår i släktet Sipyloidea och familjen Diapheromeridae. Inga underarter finns listade i Catalogue of Life.